# Bielankowate
Bielankowate, białokrwiste (Channichthyidae) – rodzina morskich ryb okoniokształtnych. Są jedynymi kręgowcami, które nie mają we krwi hemoglobiny.

## Występowanie
Morza antarktyczne do wybrzeży Ameryki Południowej.

## Cechy charakterystyczne
- ciało wydłużone, bez łusek, u wielu gatunków przezroczyste
- duża głowa z wydłużonym pyskiem i dużym otworem gębowym
- brak erytrocytów i hemoglobiny we krwi
- dorastają do 75 cm

Niektóre gatunki (np. borel, kergulena) są poławiane dla mięsa.

## Klasyfikacja
Rodzaje zaliczane do tej rodziny:
Chaenocephalus — Chaenodraco — Champsocephalus — Channichthys — Chionobathyscus — Chionodraco — Cryodraco — Dacodraco — Neopagetopsis — Pagetopsis — Pseudochaenichthys